# Pterolophia dahomeica
Pterolophia dahomeica är en skalbaggsart som beskrevs av Stefan von Breuning 1970. Pterolophia dahomeica ingår i släktet Pterolophia och familjen långhorningar.
Artens utbredningsområde är Benin. Inga underarter finns listade i Catalogue of Life.